# (34965) 3221 T-2
3221 T-2 (asteroide 34965) é um asteroide da cintura principal. Possui uma excentricidade de 0.15915530 e uma inclinação de 1.87041º.
Este asteroide foi descoberto no dia 30 de setembro de 1973 por Cornelis Johannes van Houten e Ingrid van Houten-Groeneveld e Tom Gehrels em Palomar.